# La pell freda
La pell freda és una novel·la de gènere fantàstic amb la qual l'antropòleg barceloní Albert Sánchez Piñol saltà a la fama com a escriptor el 2002, editada per La Campana. La novel·la ha tingut un èxit molt notable amb múltiples reimpressions, traduccions i venda dels drets, i posteriorment se'n va fer una versió cinematogràfica el 2017. L'obra s'ha traduït a 37 llengües, i l'edició en català ha venut més de 150.000 exemplars.

## Argument
Un antic lluitador de la independència d'Irlanda, desmotivat pels esdeveniments del món occidental, decideix esborrar la seva personalitat i fugir de la societat on viu. Accepta una oferta de treball d'oficial atmosfèric per un any en una illa perduda al mig de l'oceà Atlàntic, on no hi ha més que un far i està lluny de qualsevol ruta marítima.
En aquesta illa només hi ha un habitant, l'oficial de senyals Batís Caffó, que no fa cas ni ajuda l'irlandès, l'ignora tot i la informació que té de l'illa. Així que el protagonista ha de passar sol unes nits assetjat per l'atac d'uns éssers monstruosos en la seva cabana de fusta, que anomena granotots, o, posteriorment, els "citauca".
Gràcies a la seva astúcia aconsegueix quedar-se al far amb Caffó i així poden resistir als atacs dels granotots. Descobreix com aquest té un d'aquells éssers, la femella Aneris, que no només té domesticat, sinó que també li serveix d'amant. Tot i que l'irlandès primer pensa que els granotots són dolents i volen matar sense motiu, després de conèixer Aneris la desitja i els veu amb sentiments. Però Caffó no s'ho vol creure.
Comença un estudi antropològic sobre la relació entre els dos homes. La solitud i una comunicació que poques vegades és fluida, fa que esdevinguin més aviat oponents que no aliats en la supervivència. Aquest fet es posa de manifest quan l'irlandès comença a fer l'amor amb l'Aneris i experimenta un plaer absolut.
La relació entre ells cada vegada serà més dura, més cruel, fins al punt de provocar la bogeria i suïcidi d'en Caffó, seguida per una solitud desesperant de l'irlandès. Això passa quan li arriba el relleu. Com que no li interessa el més mínim del seu passat usurpa la personalitat de Batís Caffó en el que sembla que sigui una cadena d'usurpacions cada vegada que arriba el nou oficial atmosfèric. En realitat a l'illa mai no hi ha hagut un oficial de senyals.
La novel·la està escrita en primera persona, expressant així els pensaments, adversitats i lluites del protagonista.

## Curiositats
- El nom de la granotota "Aneris", al revés és "Sirena"
- El nom de l'espècie dels granotots, "Citauca", al revés és "Aquàtic"
- El nom de "Batís Caffó" recorda a la paraula batiscaf, un vaixell submarí dissenyat per a operar a grans profunditats.

## Crítiques
- Fischer, editors. Frankfurt: "És la meravella de les meravelles. Estic completament fascinat."
- Farrar, S. & G., editors. Nova York: "El que ens narra Sánchez Piñol és permanentment suggestiu."
- Pere Gimferrer: "Després de The narrative of Arthur Gordon Pym, d'Edgar Allan Poe, ben poques vegades havíem experimentat alhora un calfred, un neguit i una fascinació semblants."
- La revista russa Afisha la va escollir el 2015 com una de les 100 millors novel·les del segle xxi.[2]

## Versió cinematogràfica
L'any 2017 se'n va estrenar la versió cinematogràfica, una coproducció entre Espanya i França rodada en anglès a Lanzarote i Islàndia, dirigida per Xavier Gens, amb guió de Jesús Olmo i Eron Sheean, i interpretada Ray Stevenson, David Oakes, Aura Garrido i John Benfield en els papers principals.